# 65a Brigada Mixta (Exèrcit Popular de la República)
La 65a Brigada Mixta va ser una unitat de l'Exèrcit Popular de la República que va participar en la Guerra Civil Espanyola. Composta per efectius del Cos de Carrabiners, va tenir una destacada actuació durant la batalla de Guadalajara.

## Historial
La unitat va ser creada el desembre de 1936 a Oriola, a partir d'efectius pertanyents al Cos de Carrabiners. El seu primer cap va ser el comandant d'infanteria Germán Madroñero López, substituït pel comandant de Carrabiners Emeterio Jarillo Orgaz una vegada que la fase d'instrucció va finalitzar. A mitjan gener de 1937 va quedar situada a Villatobas per a la seva participació en una prevista ofensiva sobre Brunete, encara que aquesta no es va arribar a produir i va quedar en rereguarda en situació de reserva.
El 15 de març va ser enviada al front de Guadalajara, quedant adscrita a la 14a Divisió del IV Cos d'Exèrcit. El comandament de la unitat va passar al comandant de carrabiners Hilario Fernández Recio. El 18 de març el 1r Batalló de la 65a BM va ocupar el vèrtex «Parideras», mentre que el 4t va establir un cap de pont sobre el riu Tajuña i el 3r va participar en l'assalt sobre Brihuega. L'endemà el 2n batalló de la 65a BM va aconseguir les elevacions que dominen Villaviciosa, i el dia 20 va ocupar la població de Yela. Després del final dels combats la brigada va romandre situada al front de Guadalajara.
Al juny de 1937 la 65a BM va ocupar diverses posicions en el seu sector, com «La Mesilla», «Casa del Guarda», «Fuente de Santa Clara» i «Cabeza de Carro». El 8 de juliol es va traslladar al sector de Brunete, per a intervenir en l'ofensiva republicana. Posteriorment tornaria al capdavant de Guadalajara. El novembre de 1938 la 65a BM va ser assignada a la 33a Divisió. Al març de 1939, durant el cop de Casado, es va posicionar a favor de la facció «casadista».

## Comandaments
Comandants
- Comandant d'infanteria Germán Madroñero López;
- Comandant de Carrabiners Emeterio Jarillo Orgaz;
- Comandant de Carrabiners Hilario Fernández Recio;
- Comandant de Carrabiners Ignacio Grau Altés;
- Comandant de Carrabiners Antonio Martínez Rabadán;
- Comandant de Carrabiners Francisco Ortuño Gutiérrez;

Comissaris
- José Vázquez Vázquez;[5]
- Rogelio Rodríguez;
- José Vizoso Abad;